# Walt Hansgen
Walt Hansgen (28 d'octubre del 1919, Westfield, Nova Jersey - 7 d'abril del 1966, Orleans, França) va ser un pilot de curses automobilístiques estatunidenc que va arribar a disputar curses de Fórmula 1.
A la F1 debutà a la vuitena i última cursa de la temporada 1961 (la dotzena temporada de la història) del campionat del món de la Fórmula 1, disputant el 8 d'octubre del 1961 el GP dels Estats Units al circuit de Watkins Glen.

## Resultats a la Fórmula 1
Walt Hansgen va participar en un total de dues proves puntuables pel campionat de la F1,disputades en dues temporades diferents no consecutives (1961 i 1964) aconseguint com a millor classificació un cinquè lloc i assolí un total de dos punts pel campionat del món de pilots.
| Any  | Equip            | Xassís | Motor  | 1   | 2   | 3   | 4   | 5   | 6   | 7   | 8       | 9     | 10  | Posició | Punts |
| ---- | ---------------- | ------ | ------ | --- | --- | --- | --- | --- | --- | --- | ------- | ----- | --- | ------- | ----- |
| 1961 | Momo Corporation | Cooper | Climax | MON | HOL | BEL | FRA | GBR | ALE | ITA | USA Ret |       |     | -       | 0     |
| 1964 | Team Lotus       | Lotus  | Climax | MON | HOL | BEL | FRA | GBR | ALE | AUT | ITA     | USA 5 | MEX | 16è     | 2     |

### Resum
| Curses: | Victòries: | Pòdiums: | Poles: | Voltes ràpides: | Punts: |
| ------- | ---------- | -------- | ------ | --------------- | ------ |
| 2       | 0          | 0        | 0      | 0               | 2      |